# Goodnight Goodnight
"Goodnight Goodnight"(〈굿나잇 굿나잇〉)은 미국의 팝 록 밴드 마룬 5의 두 번째 정규 음반 It Won't Be Soon Before Long의 다섯 번째 싱글이다. 마룬 5는 《CSI 뉴욕》 시즌 5 에피소드 2 '방사능의 악몽' 편에 카메오 출연을 해 이 곡을 부른다.

## 발매
원래 이 곡은 네 번째 싱글로 정해져 있어서 뮤직 비디오도 이미 찍은 상태였으나, 레이블이 네 번째 싱글을 리한나가 피처링한 "If I Never See Your Face Again'"으로 바꾸었다.

## 뮤직 비디오
마크 웨브가 감독으로 전 드러머인 라이언 두식이 카메오 출연을 하였다.

## 차트
| 차트           | 순위 |
| -------------- | ---- |
| 홍콩 싱글 차트 | 1    |

## 크레딧
- 애덤 리바인- 리드 보컬, 리드 기타
- 제시 카마이클- 키보드, 백 보컬
- 미키 매든- 베이스 기타
- 제임스 밸런타인- 리듬 기타
- 맷 플린- 드럼